# Aulogymnus gallicola
Aulogymnus gallicola är en stekelart som först beskrevs av William Harris Ashmead 1904.  Aulogymnus gallicola ingår i släktet Aulogymnus och familjen finglanssteklar. Inga underarter finns listade.